# Jan Kapistrán Fuhrmann
Jan Kapistrán Fuhrmann byl františkán žijící a působící v české řádové provincii a českých zemích. Jeho křestní jméno mohlo začínat na „J“. Zřejmě okolo roku 1745 přijal kněžské svěcení a složil řádové sliby. V letech 1747 a 1748 studoval na klášterních školách františkánů morální teologii, jeho lektory byli Anselm Knoflíček a Klementin Wauwer. Z těchto přednášek si pořídil zápisky, které si pak ponechal pro vlastní užívání až do smrti. Jako většina františkánů působil nejspíš ve více klášterech, mezi nimiž byl v intervalech několika let překládán. Jemu nejbližší ale mohl být konvent Čtrnácti sv. Pomocníků v Kadani. Legendy o životě v Kadani i celých Čechách skrze poutě uctívaných Čtrnácti svatých pomocníků si roku 1770 zaznamenal do rukopisu Gesta Quatuor Sanctorum Auxiliatorum. Zřejmě šlo o výtah z dalších Fuhrmannovi dostupných pramenů o světcích a vzhledem k jeho abecednímu setřídění se dílo hodilo jako pastorační pomůcka pro kázání nebo doprovázení poutníků. Bratr Kapistrán Fuhrmann v Kadani rovněž zemřel, 25. února 1788.